# Zeď demokracie
Dva roky po smrti Mao Ce-tunga v období od listopadu 1978 do prosince 1979 započalo první prodemokratické hnutí, kdy tisíce lidí vylepovali své publikace ve formě plakátů na dlouhou cihlovou zeď v Xidanu ve městě Peking zvaná Zeď demokracie (Xidan minzhu qiang, 西单民主墙), aby tak i protestovali proti politickým a sociálním problémům Číny. Tomuto období se též přezdívá „Pekingské jaro“, název je odvozen od Pražského jara.
Během 80. let se stále více nastolovaly otázky politických reforem nad rámec čtyř základních principů (socialistická cesta, diktatura proletariátu, vedoucí úloha komunistické strany a marxismus-leninismus-Mao Zedongovo myšlení), které formuloval v roce 1979 Deng Xiaoping za účelem zajištění permanentní kontroly KS Číny. Deng Xiaoping se snažil o několik politických reforem mezi které patřilo i otevření se vnějšímu světu, což způsobilo velký příval demokratických myšlenek.
Plakáty obsahovaly politické názory a komentáře aktivistů s texty nezávislých myšlenek různých společenství. Tyto plakáty či nástěnné noviny byly napsané velkými znaky, tehdy výslovně povolené zákonem, v nichž se otevřeně diskutovalo o politice. Během roku se na Zdi demokracie denně objevovaly plakáty psané nejrůznějšími autory, ba dokonce i z řad akademických kruhů. Tyto projevy neměly podporu od KS Číny, proto i později  Wei Jingsheng, význačná osobnost demokratického hnutí obhajující demokracii jakožto „pátou modernizaci“, byl v následujícím roce zatčen, odsouzen k 15 letům vězení pro výstrahu ostatním a začalo ostré pronásledování a zatýkání dalších účastníků hnutí. Taktéž přístup ke zdi a publikování textů bylo zakázáno, ačkoliv přístup do parku Yuetan a publikování textů na tomto místě bylo možné i nadále, proto o měsíc později Deng Xiaoping zakázal jakoukoliv neoficiální publikaci. 